# Anundo (filho de Emundo)
Anundo (em sueco:  Anund Emundsson) foi um príncipe herdeiro da Suécia no século XI, filho do rei Emundo, o Velho (Emund gamle). A única menção conhecida a Anundo foi feita por Adão de Brema: teria sido enviado pelo pai numa expedição guerreira ao "país das mulheres" (Kvänland) - talvez uma confusão com Kvinnoland, durante a qual teria morrido ao beber água envenenada pelas habitantes do país - as amazonas. Com a morte de Anundo, seu pai acabou seus dias sem descendência masculina, e assim acabou a Casa de Munsö. O rei seguinte foi o seu genro Estenquilo (Stenkil).